# کنسرواتوار ساراتوف

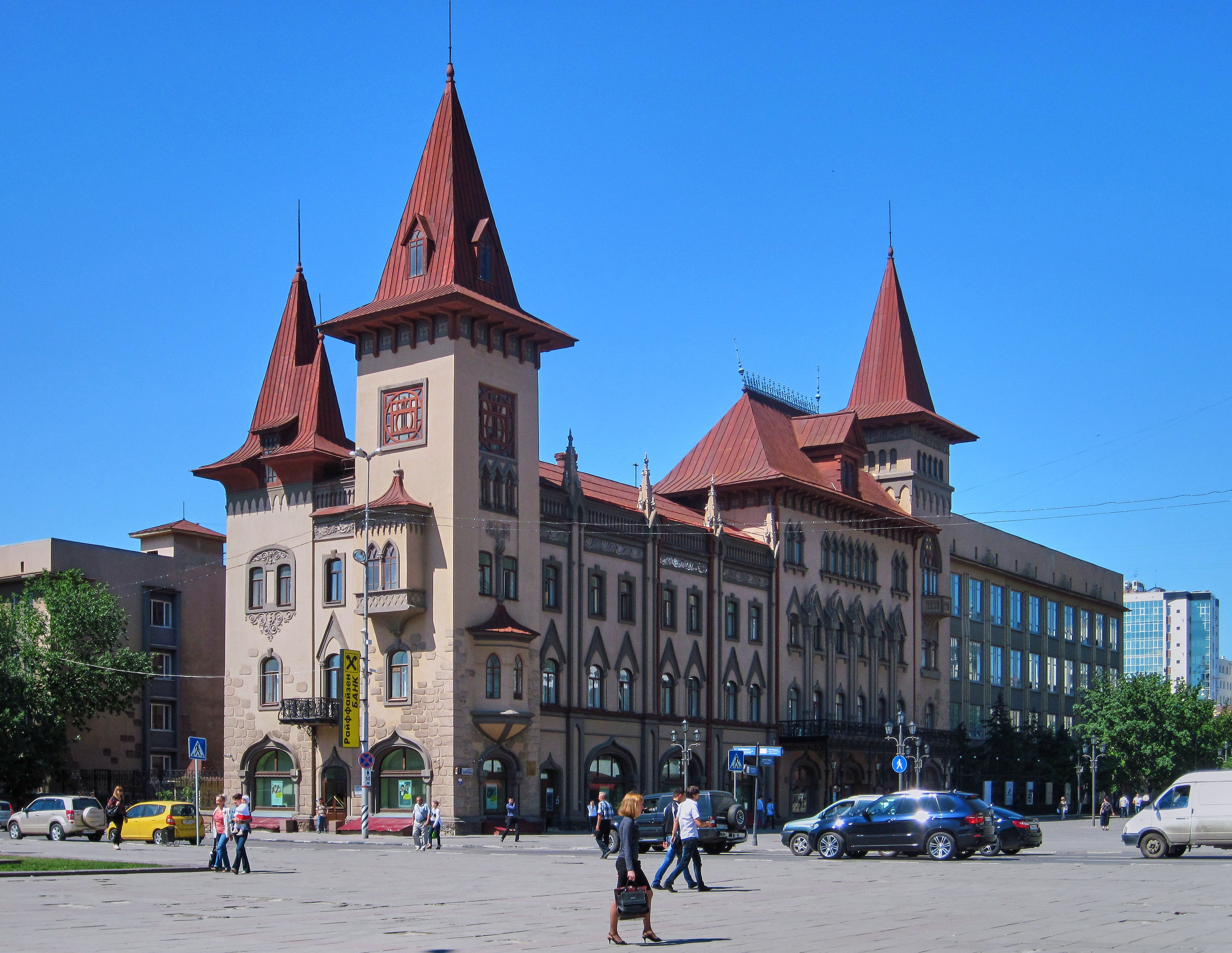
نمایی از ساختمان کانسرواتوار ساراتوف در روسیه – ۲۰۱۲

کانسرواتوار ساراتوف یک هنرستان موسیقی موسیقی در روسیه است.
این هنرستان موسیقی در ساراتوف، در سال ۱۹۱۲ بنیاد نهاده شد، و نخستین هنرستان موسیقی استانی بود که در روسیه، پس از هنرستان موسیقی سن پترزبورگ و هنرستان موسیقی مسکو بنیاد شد. ساراتوف در آن زمان سومین شهر روسیه بود. بنای اصلی ساختمان هنرستان موسیقی در سال ۱۹۰۲ توسط معمار الکساندر یولیویچ یاگن ساخته شد، و در ابتدا محل یک مدرسهٔ موسیقی بود. پیش از بازگشایی هنرستان موسیقی در سال ۱۹۱۲، این بنا توسط معمار سمیون آکیموویچ کالیستراتوف بازسازی شد. هنگامی که هنرستان موسیقی ساراتوف در سپتامبر ۱۹۱۲ بازگشایی شد، در همان لحظه دارای ۱،۰۰۰ هنرآموز بود که آمادهٔ آغاز فراگیری بودند.